# Millard County
Millard County je okres ve státě Utah v USA. K roku 2010 zde žilo 12 503 obyvatel. Správním městem okresu je Fillmore. Celková rozloha okresu činí 17 684 km². Byl pojmenován podle Millarda Fillmorea.